# Achyronychia cooperi
Achyronychia cooperi es la única especie del género monotípico Achyronychia de la familia de las cariofiláceas. Es  originaria del desierto de Mojave y el desierto de Sonora en el norte de México y los estados de EE. UU. de California y Arizona.

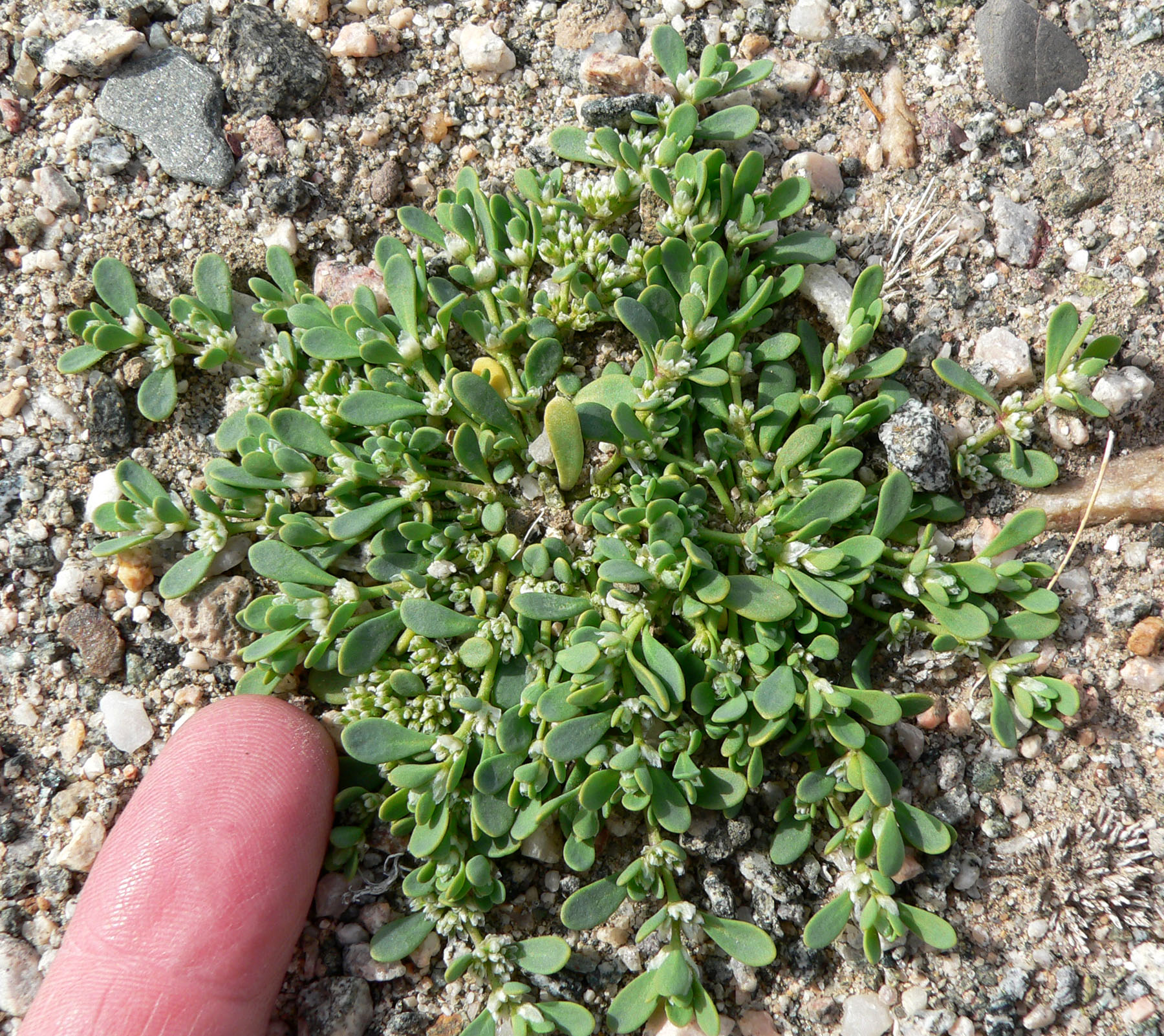
Vista de la planta

## Descripción
Achyronychia cooperi es una planta diminuta que se encuentra en forma de una pequeña estera en el suelo. Su hábitat es de arena. Irradia varios tallos postrados en todas las direcciones, cada uno de sólo unos pocos centímetros de largo. Las hojas son gruesas de color verde pálido y tienen forma de paleta y de menos de 2 centímetros de largo. En las axilas de las hojas crecen densos racimos de pequeñas flores. No tienen pétalos, pero cada flor tiene cinco sépalos blancos brillantes y finos que parecen diminutas uñas. 

## Taxonomía
Achyronychia cooperi fue descrita por Asa Gray y publicado en Proceedings of the American Academy of Arts and Sciences 7(2): 331. 1868.
Etimología
Achyronychia: nombre genérico que deriva del griego y significa "cascarilla uña".
cooperi: epíteto otorgado en honor de James Graham Cooper (1830-1902), hijo de William Cooper, quien fue uno de los fundadores del Museo Americano de Historia Natural.
Sinonimia
- Corrigiola litoralis L.	[3]